# Puente Horsa
El puente Horsa, también conocido como puente de Ranville, es un puente de carretera en la localidad francesa de Ranville sobre el río Orne. Su nombre proviene de la Segunda Guerra Mundial, y aparece, entre otros libros y películas, en el libro y película El día más largo.

## Historia

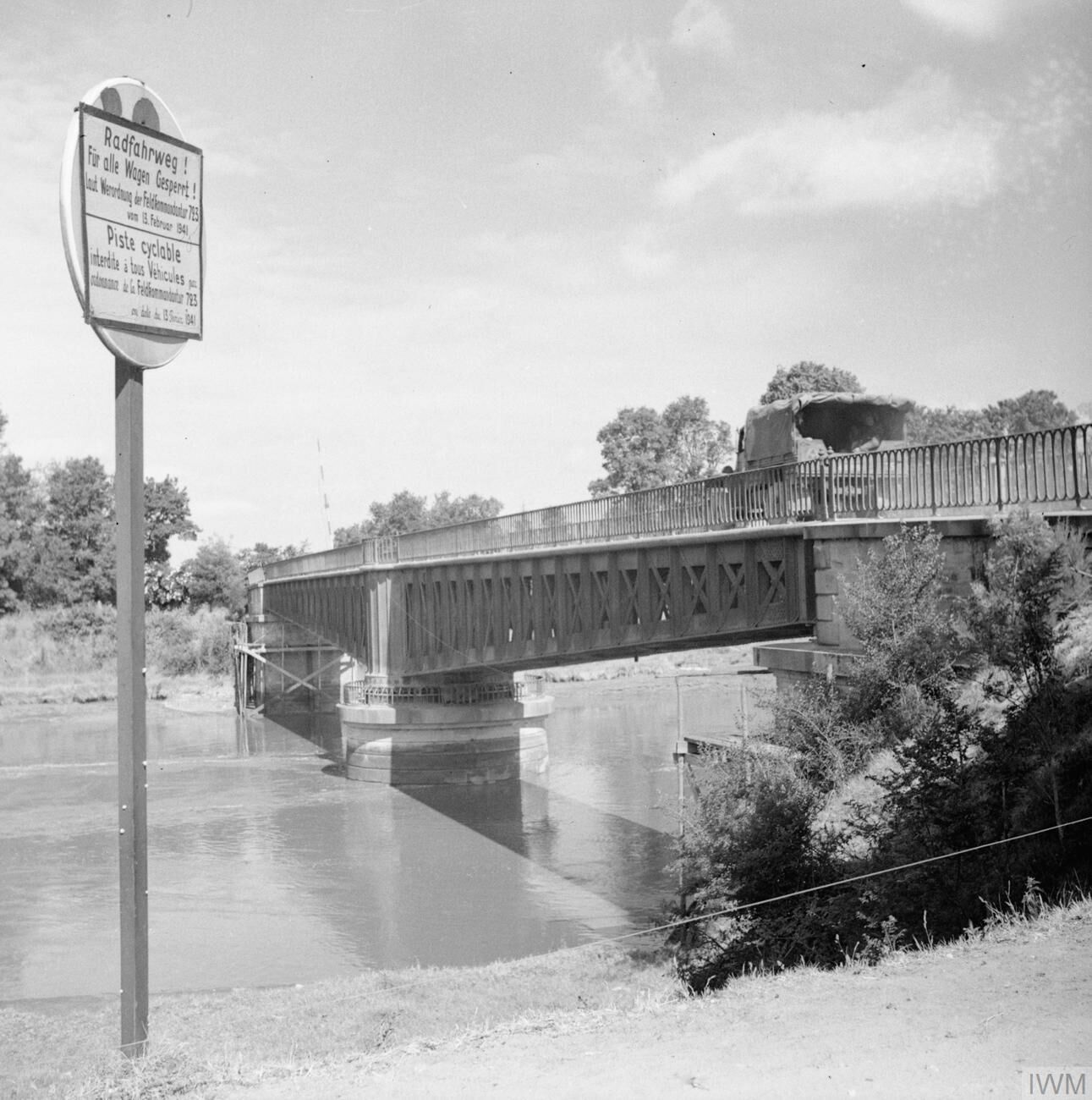
Las tropas británicas cruzando el puente en 1944

El puente de Ranville fue, junto con el puente Pegasus, capturado durante la Operación Deadstick (literalmente palo seco), por tropas británicas aerotransportadas de infantería ligera pertenecientes al Oxfordshire and Buckinghamshire Light Infantry en una operación de asalto en los primeros minutos del Día D, 6 de junio de 1944. La toma de ambos puentes era considerada crítica para el aseguramiento del flanco este del desembarco de Normandía. Esto debía impedir que las divisiones acorazadas alemanas alcanzasen la tercera división de infantería británica, que debería desembarcar en Sword Beach a las 07:25. El puente de Horsa, era un puente de carretera, a 400 yardas (aproximadamente 366 metros) del puente Pegasus, comunicando la zona con el pueblo de Ranville. 

### Rebautizo del puente
Tras la captura del puente sobre el Río Orne miembros de la operación principal apoyaron que el puente se llamase Puente de la Infantería Ligera, a ejemplo del puente de Benouville que pasó a ser llamado puente Pegasus. Después de la Segunda Guerra Mundial, el puente sobre el Río Orne fue conocido como puente Horsa, en reconocimiento de lo planeadores Horsa que habían llevado las tropas al puente. El puente original, el cual era un puente de enrejado de acero, fue reemplazado en 1971. Aun así, algunos de los elementos de la estructura de soporte del puente original continúan en su lugar. En junio de 1989, en el aniversario número 45 del Día D, el Alcalde de Ranville inauguró una placa para conmemorar la captura del puente siendo este oficialmente nombrado Puente Horsa. La placa conmemorativa estuvo dedicada a los pilotos de los planeadores, así como a los pelotones de los tenientes Dennis Fox y Tod Sweeney, quienes habían capturado el puente antes del inicio de la invasión aliada de las playas de Normandía.

## Libro y película
La operación para capturar los puentes fue descrita en el libro de Cornelius Ryan El día más largo  y su adaptación cinematográfica de 1962. Está prevista una nueva película del director Lance Nielsen, basada en el  libro de Stephen E. Ambrose "Pegasus Bridge". Esta película debía ser finalizada en 2017 pero está en retraso debido a problemas de financiación por el Brexit.